# Ettore Verga
Ettore Verga (* 8. Juni 1867 in Perugia; † 10. Oktober 1930 in Mailand) war ein italienischer Historiker und Archivar. Er war ab 1896 Direktor des Stadtarchivs in Mailand und von 1912 bis 1925 dazu Direktor des Museo del Risorgimento. Seine Forschungen galten der Geschichte von Mailand.

## Veröffentlichungen (Auswahl)
- Saggio di studi su Bernardo Bellincioni, poeta cortigiano di Lodovico il Moro. Mailand 1892.
- Il municipio di Milano e l’inquisizione di Spagna, 1563. Mailand 1897.
- La Camera dei mercanti di Milano nei secoli passati.Mailand 1917.
- La famiglia Mazenta e le sue collezioni d’arte. Mailand 1918.
- Un caso di coscienza di Filippo Maria Visconti, duca di Milano, 1446. Milano 1919
- Bibliografia Vinciana: 1493–1930. Bologna 1931.